# Magali Lunel
 (février 2009).
Magali Lunel, née le 6 janvier 1975 à Paris[réf. souhaitée], est une journaliste française de télévision. 

## Carrière
Magali Lunel est la fille de Francis Lunel, directeur de la sécurité du Football Club de Nantes.[réf. nécessaire] Après des études de journalisme et des débuts sur la chaîne Infosport (notamment dans l'émission Pass Sport), ainsi qu'un passage sur Eurosport, elle est recrutée pour présenter les journaux sportifs puis d'actualité générale sur la chaîne d'information en continu LCI. Elle participe également comme chroniqueuse à l'émission On refait le match sur RTL.
Dès septembre 2008, en plus de son travail sur LCI, la journaliste présente sur TF1 Enquêtes et révélations, un magazine bimensuel d'investigations en deuxième partie de soirée. Après un casting interne, elle succède donc à Charles Villeneuve et son magazine Le Droit de savoir,. Le but de l'émission est de traiter tous les grands thèmes de la société, mais les sujets dits « policiers » sont désormais traités dans l'émission Appels d'urgence. À partir de janvier 2010, elle présente le magazine Disparitions certains mardis en deuxième partie de soirée sur TF1.
En juillet 2013, elle coprésente L'Affiche du Jour avec Christian Jeanpierre sur TF1 en remplacement de Marion Jollès qui a donné naissance à son fils Sacha le 29 juillet 2013. 
En septembre 2013, elle reprend la présentation de la matinale de LCI avec Christophe Pallée puis en septembre 2014 avec Nicolas Herbeaux mais arrête en janvier 2015 et cède sa place à Hélène Lecomte.
Elle anime le magazine Chroniques criminelles sur NT1 (qui deviendra plus tard TFX) )de sa création en 2013 jusqu'à son remplacement par Julie Denayer en 2019, qui elle-même sera remplacée par Karine Ferri en 2021.
À partir de septembre 2015, elle coprésente le 5 à 7 de 17 h à 19 h sur LCI avec Damien Givelet jusqu'en décembre 2015. À partir de janvier 2016, l'émission change d'horaire et de nom : le 16h-18h puis en septembre 2016 elle reprend le 15h-18h.
Après avoir présenté des tranches sur les week-ends après-midis (notamment aux côtés de Philippe Ballard) et assuré la présentation des JT (15-18h) du lundi au vendredi, elle présente Le Club Info (15-17h du lundi au jeudi) en tant que titulaire à partir du 11 novembre 2024, à la suite du licenciement d'Anne Seften par LCI.